# Nelson Ibáñez
Nelson Martín Ibáñez (Mendoza, Argentina, 13 de noviembre de 1981) es un exfutbolista argentino que jugaba de arquero y su último equipo fue el Club Deportivo Godoy Cruz Antonio Tomba de la Primera División de Argentina.

## Trayectoria

### Godoy Cruz
Ibáñez se unió a Godoy Cruz en 2001 y allí jugó hasta 2003.

### Alumni
En 2004 fue cedido al Alumni de Villa María de la cuarta división del fútbol argentino.

### Regreso a Godoy Cruz
Ibáñez volvió a Godoy Cruz en 2005 y poco a poco se estableció como el primer portero. Jugó para el club en la segunda división y formó parte del equipo que ganó el Apertura 2005 y que posteriormente venció a Nueva Chicago en la final por el primer ascenso a Primera. Hizo su debut oficial el 28 de agosto de 2006 en un empate 0-0 ante Gimnasia y Esgrima de Jujuy.
Godoy Cruz descendió a la Primera B Nacional tras el Clausura 2007, pero Ibáñez se quedó en el club. Regresó a la máxima categoría un año más tarde, tras finalizar en la segunda posición del campeonato detrás de San Martín de Tucumán.
El 14 de abril de 2012, cortó la racha de 19 goles convertidos de penal en forma consecutiva de Néstor Ortigoza, en el encuentro en el que el conjunto mendocino cayó por 3-0 ante San Lorenzo en La Bombonera, por la décima fecha del Clausura 2012.

### Racing Club
El 22 de julio de 2013 se transformó en el nuevo arquero de Racing Club, llegando con el pase en su poder. Jugó su primer partido contra Gimnasia de La Plata, que finalizó con derrota 1-0. Su segunda participación fue ante Argentinos Juniors, victoria 1-0, donde tuvo un buen rendimiento.
Su tercer partido fue en la derrota 2-0 ante Atlético Rafaela. El 14 de diciembre, obtuvo con Racing después de 13 años el título de campeón del Torneo de Transición, habiendo jugado 2 partidos.
En 2015 gana los torneos de verano, la Copa Ciudad de Mar del Plata (donde jugó 1 partido frente a Vélez Sarsfield en la victoria 1 a 0) y la Copa Ciudad de Avellaneda. En el campeonato juega su primer partido ante River Plate en el empate 0 a 0. El 28 de mayo, disputando los cuartos de finales de la Copa Libertadores,  jugando Racing la vuelta contra Club Guaraní, luego de que su arquero titular haya sido expulsado, atajó un increíble penal para la academia, otorgando así a su equipo la oportunidad de revertir el 0-1 de la Ida en Paraguay, que desafortunadamente, a pesar del enorme sacrificio de los jugadores, el gran equipo de Diego Cocca no llegó a alcanzar.
En 2016 juega su partido número 12 frente a Estudiantes de la Plata en la derrota 4 a 2 por el torneo de verano. Su partido 13 es ante Argentinos Juniors. Su partido 15 (el cuarto en 2016), fue con Huracán de Parque Patricios.

### Tigre
Con la llegada de Agustín Orión sabía que quedaría relegado del plantel y con la confirmación de Facundo Sava que no lo tendría en cuenta, le rescinden el contrato y llega al Club Atlético Tigre como agente libre.

### Newell's Old Boys
El 22 de julio de 2017 se confirma su traspaso a Newell's a préstamo por un año con opción de compra.

### Godoy Cruz
En 2020 volvería a Godoy Cruz. En su segunda etapa jugaría solamente 7 partidos. Se retiraría el 11 de diciembre de 2021, frente a su ex-club, Racing de Avellaneda, a los 40 años de edad.

## Selección nacional
Fue convocado por Diego Armando Maradona, entrenador de la selección argentina, para disputar el partido amistoso frente a Costa Rica en la ciudad de San Juan que se realizó el 26 de enero de 2010. A pesar de que no llegó a jugar el encuentro, Maradona le ratificó su confianza al ponerlo como titular en un amistoso disputado pocos días más tarde ante Jamaica, en donde Argentina venció a su par caribeño por 2-1. Es el único encuentro internacional a nivel selección mayor que Ibáñez ha disputado en toda su carrera.

## Clubes
| Club                  | País      | Año       | PJ  |
| --------------------- | --------- | --------- | --- |
| Alumni de Villa María | Argentina | 2004-2005 | 16  |
| Godoy Cruz            | Argentina | 2005-2013 | 139 |
| Racing                | Argentina | 2013-2016 | 19  |
| Tigre                 | Argentina | 2016-2017 | 18  |
| Newell's Old Boys     | Argentina | 2017-2020 | 25  |
| Godoy Cruz            | Argentina | 2020-2021 | 7   |

## Palmarés

### Títulos nacionales
| Título             | Club        | País      | Año     |
| ------------------ | ----------- | --------- | ------- |
| Primera B Nacional | Godoy Cruz  | Argentina | 2005-06 |
| Primera División   | Racing Club | Argentina | 2014    |

### Distinciones individuales
| Distinción    | Año  |
| ------------- | ---- |
| Ubaldo Fillol | 2010 |